# Кадровое делопроизводство
Кадровое делопроизводство — это деятельность, обеспечивающая документирование и организацию работы с кадровыми документами. Традиционно к кадровому делопроизводству относят вопросы разработки и ведения документации, связанной с управлением персоналом, движением кадров и кадровым учётом, а также учётом рабочего времени и расчётами по оплате труда с персоналом.
Законодательство и подзаконные нормативные акты не содержат определения кадрового делопроизводства, поэтому при его составлении следует ориентироваться на определение термина «делопроизводство», которое приводится в Национальном стандарте Российской Федерации ГОСТ Р 7.0.8—2025 «Система стандартов по информации, библиотечному и издательскому делу. Делопроизводство и архивное дело. Термины и определения», разработанном Всероссийским научно-исследовательским институтом документоведения и архивного дела (ВНИИДАД) и утверждённом и введённом в действие Приказом Федерального агентства по техническому регулированию и метрологии (Росстандарта) от 28 января 2025 года № 30-ст.

## Законодательное и нормативное регулирование
1. Трудовой кодекс Российской Федерации.
Регулирует трудовые отношения между работником и работодателем, содержит перечень локальных нормативных актов и других кадровых документов, наличие и ведение которых обязательно в любой организации, а также требования к их содержанию.
2. Постановление Государственного комитета Российской Федерации по статистике от 5 января 2004 года № 1 «Об утверждении унифицированных форм первичной учётной документации по учёту труда и его оплаты».
Унифицированные формы по учёту кадров распространяются на все организации независимо от формы собственности, осуществляющие свою деятельность на территории Российской Федерации, а унифицированные формы по учёту рабочего времени и расчётов с персоналом по оплате труда распространяются на все организации независимо от формы собственности, осуществляющие свою деятельность на территории Российской Федерации, за исключением бюджетных организаций.
3. Постановление Правительства Российской Федерации от 16 апреля 2003 года № 225 «О трудовых книжках» и Постановление Министерства труда и социального развития Российской Федерации от 10 октября 2003 года № 69 «Об утверждении инструкции по ведению и заполнению трудовых книжек».
В постановлениях утверждены форма трудовой книжки и форма вкладыша в трудовую книжку, а также правила ведения и хранения трудовых книжек, изготовления бланков трудовой книжки и обеспечения ими работодателей.
4. Инструкция Генерального штаба Вооружённых сил Российской Федерации по ведению воинского учёта в организациях.
Также при оформлении кадровых документов необходимо следовать требованиям общего делопроизводства, которые изложены в:
1. ГОСТ Р 7.0.97—2016 «Система стандартов по информации, библиотечному и издательскому делу. Организационно-распорядительная документация. Требования к оформлению документов».
2. ГОСТ Р 7.0.8—2025 «Система стандартов по информации, библиотечному и издательскому делу. Делопроизводство и архивное дело. Термины и определения».
3. Типовая инструкция по делопроизводству в федеральных органах исполнительной власти, утверждённая Приказом Федеральной архивной службы России от 27 ноября 2000 года № 68.
4. Перечень типовых управленческих документов, образующихся в деятельности организации, с указанием сроков хранения, утверждённый приказом Федеральной архивной службы России от 6 октября 2000 года.